# 5. Jahrhundert
Portal Geschichte | Portal Biografien | Aktuelle Ereignisse | Jahreskalender | Tagesartikel

◄ |
3. Jh. |
4. Jh. |
5. Jahrhundert
| 6. Jh.
| 7. Jh.
| ►

400er |
410er |
420er |
430er |
440er |
450er |
460er |
470er |
480er |
490er

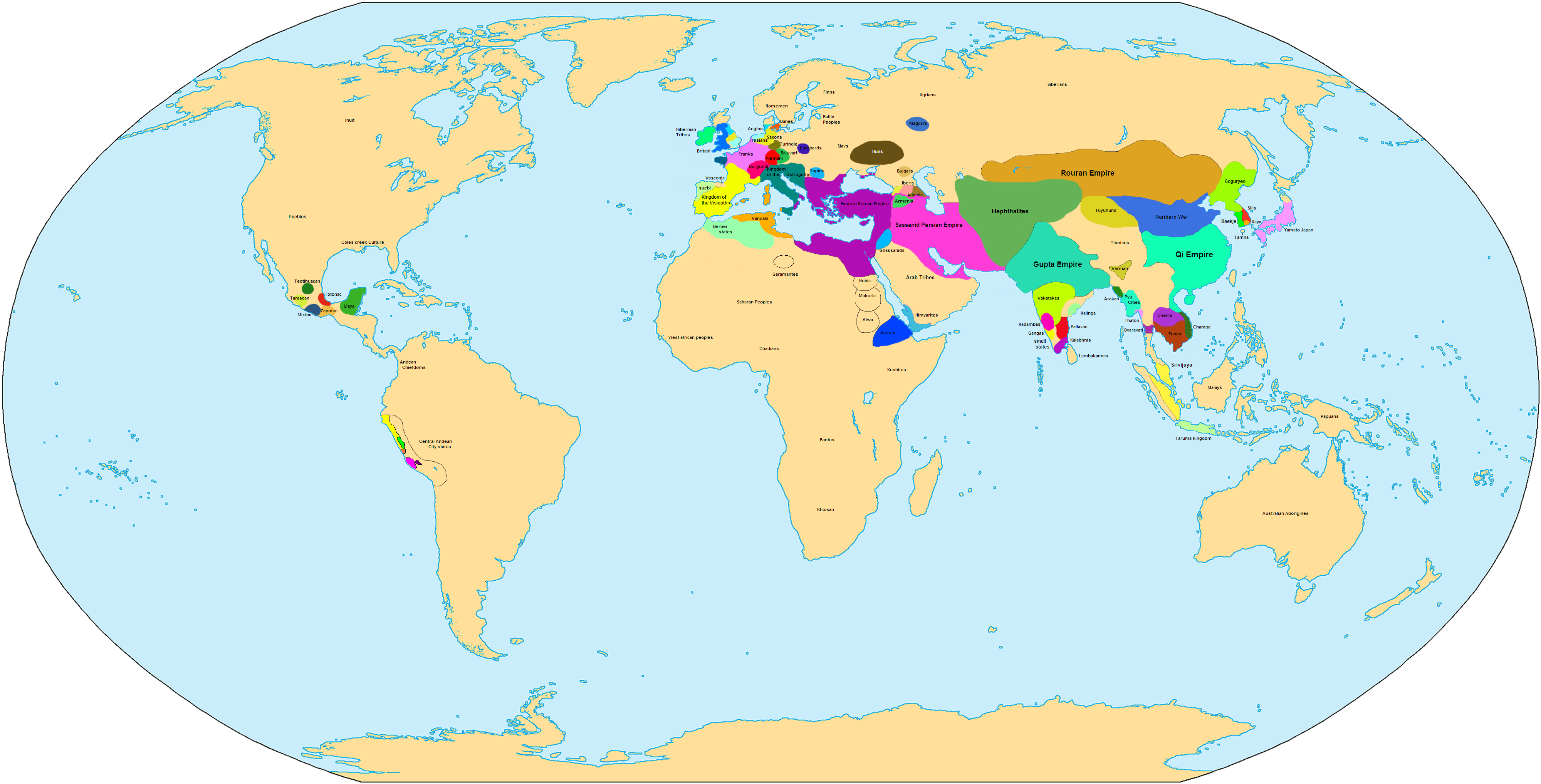
Globale territoriale Situation im 5. Jahrhundert

Das 5. Jahrhundert begann am 1. Januar 401 und endete am 31. Dezember 500.

## Zeitalter/Epoche
In Europa und dem Mittelmeerraum zählt das 5. Jahrhundert zur Epoche der Spätantike. Die prägende Entwicklung dieser Jahrzehnte war dort die schrittweise Desintegration des Weströmischen Reiches und die Etablierung von Nachfolgereichen.

## Ereignisse/Entwicklungen

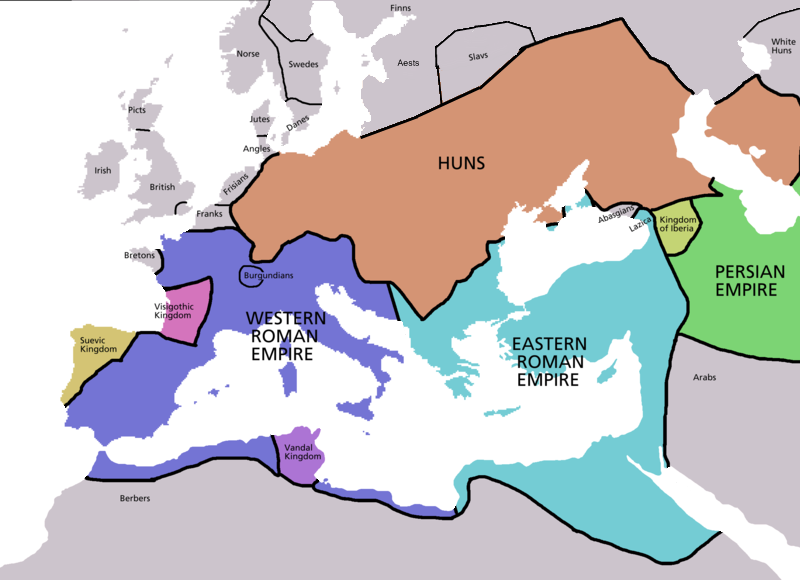
Europa um 450

- Am 31. Dezember 406/1. Januar 407 überschreiten germanische Kriegergruppen bei Mogontiacum den Rhein (Rheinübergang von 406).
- 410 wird Rom von den Westgoten geplündert.
- um 410 ziehen sich die meisten römischen Truppen aus Britannien zurück.
- Constantius III., der das Weströmische Reich noch einmal stabilisiert hatte, stirbt 421.
- Vandalen unter Geiserich erobern 439 Karthago und plündern 455 Rom.
- Um 440 rebellieren angelsächsische Söldner in Britannien, die angeblich auf Einladung von Vortigern gekommen waren.
- Attila, Anführer der europäischen Hunnen, etabliert um 440 nördlich der Donau ein Großreich und droht 452, Rom anzugreifen. Papst Leo I. trifft ihn. Attila zieht sich aufgrund von Seuchen und oströmischen Attacken auf seine Stammlande zurück. Nach seinem Tod im Folgejahr zerfällt sein Reich.
- Der weströmische Heermeister Flavius Aëtius, der 20 Jahre lang faktischer Regent Westroms gewesen war, wird 454 von Kaiser Valentinian III. eigenhändig erschlagen.
- 468: Ein großangelegter Versuch des Westkaisers Anthemius, mit oströmischer Hilfe die Vandalen zu besiegen, scheitert.
- 476: Ende des Weströmischen Reiches – Romulus Augustulus wird von Odoaker abgesetzt.
- Die Flotten der Vandalen dominieren das westliche Mittelmeer.
- um 475: Die Westgoten schreiben im Codex Euricianus ihr Volksrecht nieder.
- 484: Der Sassanidenkönig Peroz I. findet im Kampf mit den Hephthaliten den Tod.
- 486: Der Merowinger Chlodwig I. besiegt den rex Romanorum Syagrius und begründet das Frankenreich.

- Der Buddhismus kommt nach Myanmar und Indonesien.

- Afrikanische und indonesische Siedler kommen nach Madagaskar.

## Persönlichkeiten
- Augustinus von Hippo (354–430), Bischof und Theologe (De civitate Dei)
- Flavius Aëtius, weströmischer Heermeister († 454)
- Flavius Aspar, oströmischer Heermeister († 471)
- Attila, Hunnenkönig († 453)
- Peroz I., Perserkönig († 484)
- Romulus Augustulus, letzter weströmischer Kaiser
- Theoderich der Große, König der Ostgoten
- Patrick von Irland vervollständigt die Christianisierung Irlands
- Alarich I., König der Westgoten
- Leo der Große

## Erfindungen und Entdeckungen
- Erfindung der Steigbügel in China
- Verwendung des schweren Pfluges in den slawischen Ländern
- Flächendeckende Verwendung von Hufeisen in Gallien
- Einführung des Futhorc-Alphabets (Runen) in England

## Philosophie
- Zen entwickelt sich zu einem Zweig des Buddhismus in China